# Le Lys brisé (film, 1936)
Pour les articles homonymes, voir Le Lys brisé.
Pour plus de détails, voir Fiche technique et Distribution.
Le Lys brisé (titre original en anglais : Broken Blossoms) est un film dramatique britannique réalisé par John Brahm, sorti en 1936 et mettant en vedette Emlyn Williams, Arthur Margetson, Basil Radford et Edith Sharpe. Bernard Vorhaus était superviseur technique.

## Liminaire
Le film est inspiré de la nouvelle The Chink and the Child de Thomas Burke (en) parue en 1916 dans le recueil de nouvelles Limehouse Nights et a été produit aux Twickenham Film Studios à Londres. Le récit, déjà adapté en 1919 par D. W. Griffith dans son film Le Lys brisé avec Lillian Gish en vedette, raconte l'histoire d'amour mystique entre un Chinois et une jeune femme dans les bidonvilles de Londres.

## Synopsis
Lucy, une jeune femme cockney, cherche à échapper à son papa pochard et violent quand elle rencontre Chen, un missionnaire Chinois, qui la recueille. Ils se lient d'amitié et Chen fait revêtir à la pauvresse des vêtements chinois. Malheureusement, son père découvre la cachette de sa fille et vient la tuer.

## Fiche technique
- Affiche : Roger Rojac (France)

## Distribution
- Dolly Haas : Lucy Burrows
- Emlyn Williams : Chen
- Arthur Margetson : Battling Burrows
- C.V. France : le grand prêtre
- Basil Radford : Mr Reed
- Edith Sharpe : Mme Reed
- Ernest Jay : Alf
- Bertha Belmore : Daisy
- Gibb McLaughlin : Evil Eye
- Ernest Sefton : le manager
- Donald Calthrop : le Chinois âgé
- Kathleen Harrison : Mme Lossy
- Kenneth Villiers : le missionnaire
- Dorothy Minto : une femme
- Sam Wilkinson : le guide
- Jerry Verno : Bert

## Commentaires
- La vedette féminine, Dolly Haas, épousera le réalisateur, John Brahm, en 1937, un an après la sortie de film.